# ボラボラ島

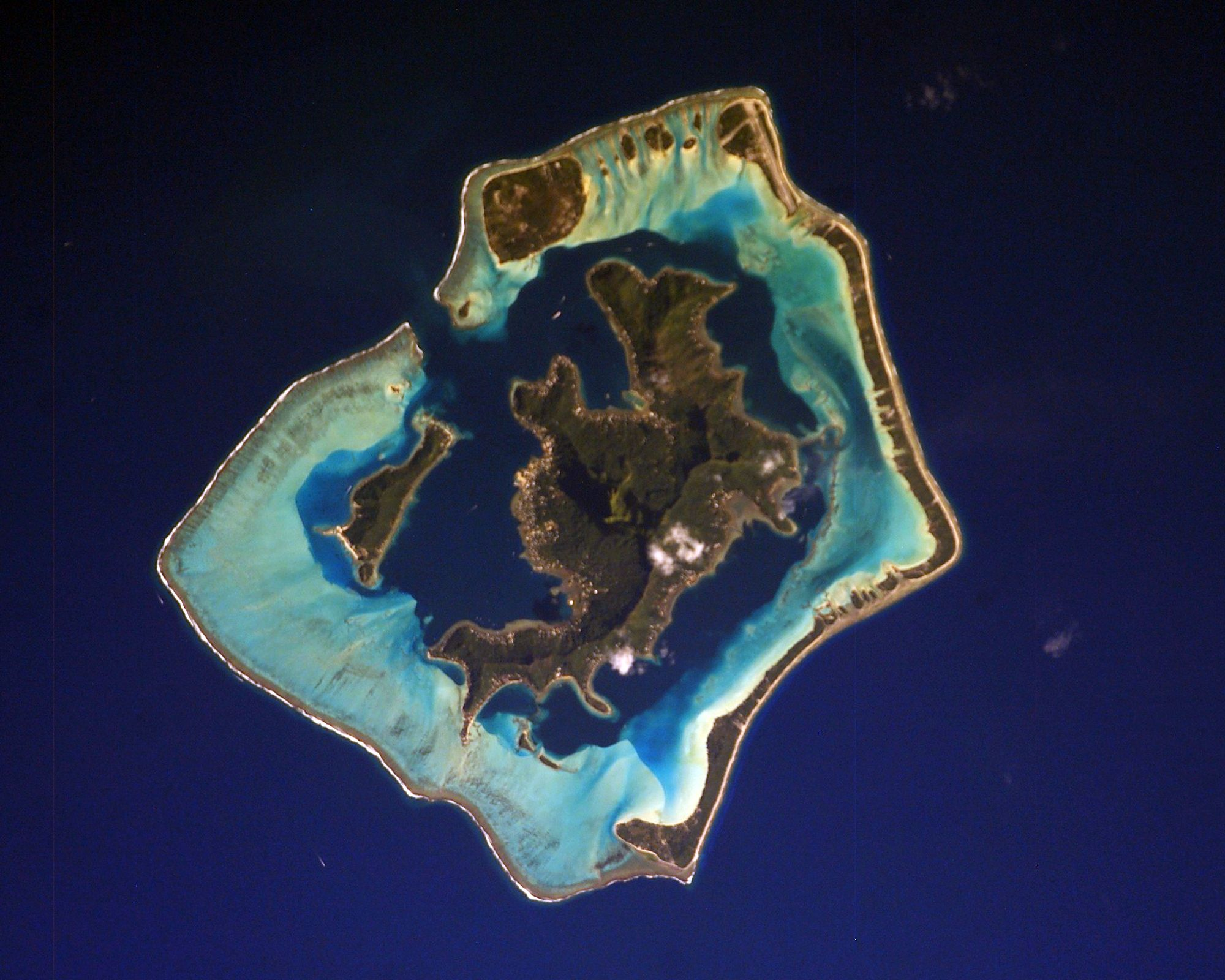
衛星写真

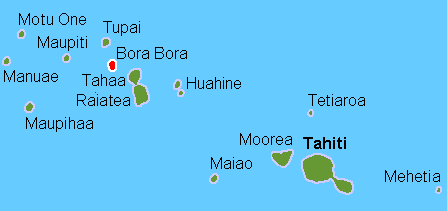
ソシエテ諸島とボラボラ島の位置関係

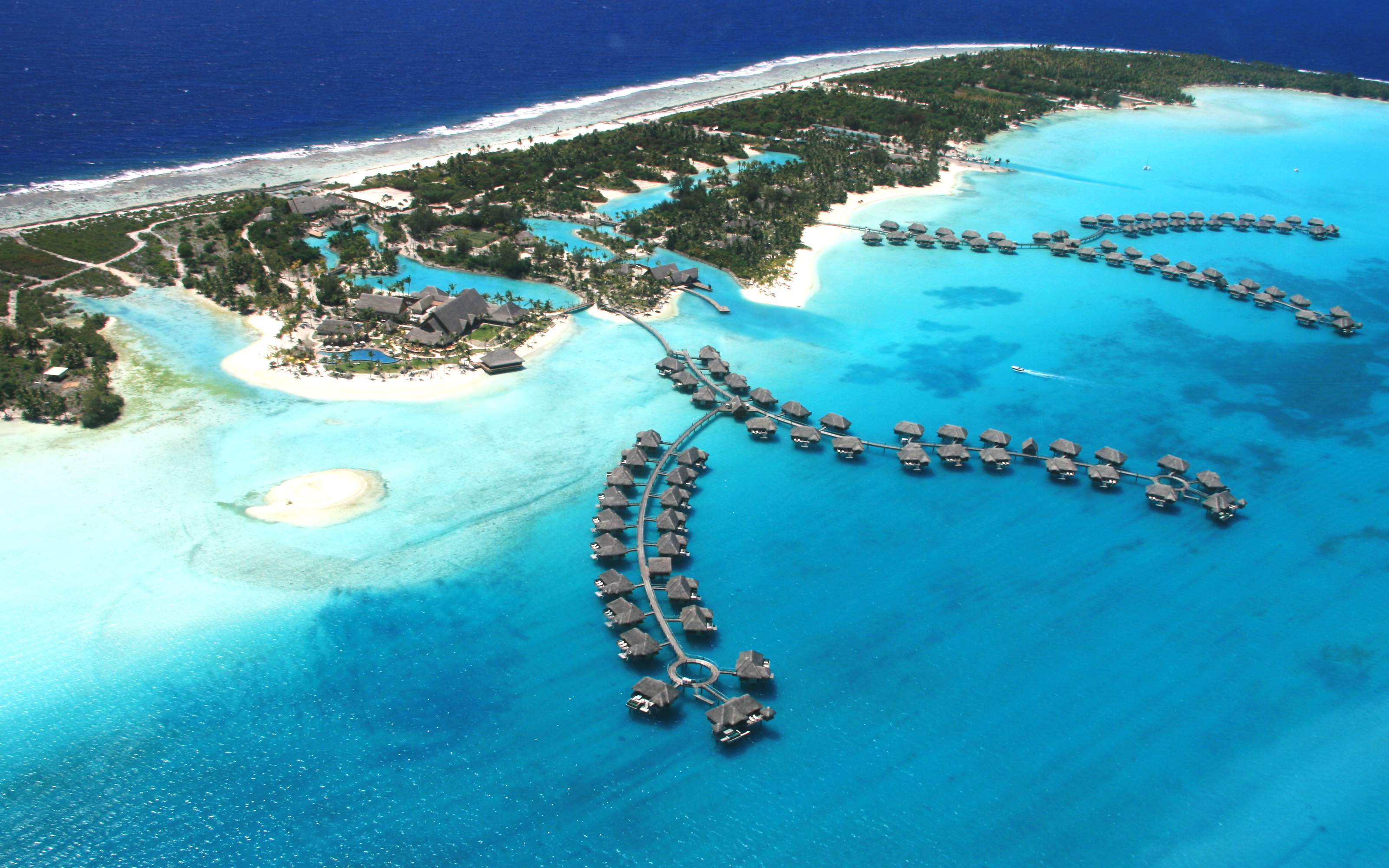
フォーシーズンズ リゾート

ボラボラ島（ボラボラとう、タヒチ語：Bora Bora）は、フランス領ポリネシアのソシエテ諸島にある島である。

## 概要
首都パペーテがあるタヒチ島から北西約260kmに位置しており、「太平洋の真珠」と呼ばれるほどフランス領ポリネシアの中でも最も美しいとされる。そのため、フランス領ポリネシアに旅行する観光客の多くがボラボラ島を訪れる。
ボラボラ島は、1周約30kmの本島と、その周囲を約40kmのリーフ（岩礁）が囲んでいる。面積約36km2。
2017年の人口は1万605人。
中心街は本島西側に位置するヴァイタペ。島の中央にオテマヌ山（727m）がそびえ、周辺のモツ（タヒチ語で「島・小島」の意。珊瑚礁による岩礁）からその姿を一望できる。
主にハネムーンでの利用が多いが、海の美しさや透明度の良さからスキューバダイビングの利用客も多く、日本人を含む多くの旅行客が訪れる。

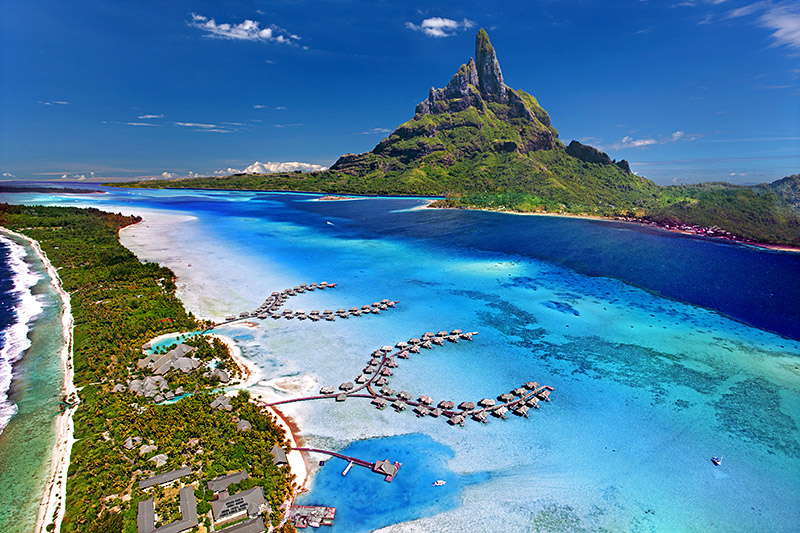
オテマヌ山とコテージ群

毎年、7月頃には「Heiva i Bora Bora」（ヘイヴァ・イ・ボラボラ）祭が開催され、多くの現地住民が参加する。この時期に合わせて訪れる観光客もいる。この「Heiva i Bora Bora」は、7月14日のフランス革命記念日の祝日を起源とするフランス領ポリネシアのお祭りで、伝統的なダンスや楽器演奏に加え、様々なイベントが催される。ほぼ同時期に、ボラボラ島以外の島々でも開催されている。
ボラボラ島へは、タヒチ島のファアア国際空港からボラボラ空港へエアタヒチおよびエアモアナが空路の定期便を毎日運行しており、直行便で50分、他島経由便で最大120分。ボラボラ空港は島北西側のリーフ、モツ・ムテ上に位置しており、本島及び島内各ホテルへは空港からボートで渡ることになる。 本島のヴァイタペへは、エアタヒチが飛行機の発着に合わせてシャトルボートを運行している。また、空港内に主要ホテルのカウンターが設置されており、ホテルに宿泊する場合は空港～ホテル直行の送迎シャトルボートを利用する事が多い。

## 歴史
かつて、ボラボラ島ではFaanuiとVaiotahaをそれぞれ中心地とする2つの集団が争っていた。
また、宗教権力ではライアテア島と争っていた。
ある時期までは、ボラボラ島とライアテア島は共同で他のリーワード諸島の島々に政治的・宗教的影響力を行使していた。
しかし、ライアテア島が圧倒的な宗教的権威を、ボラボラ島が高い軍事力を持った事で、島同士の争いだけでなく島内の内戦も起きるようになった。
1722年、オランダのヤーコプ・ロッヘフェーンがヨーロッパ人として初めてボラボラ島について述べた。
18世紀の大首長、プニは島を統一し、続いてタハア島を征服した。
1763年、3年間の戦争の結果、プニはライアテア島を征服した。
1769年7月29日、ジェームズ・クックが両島に近付いた際も、プニ率いるボラボラ島軍が支配していた。
1777年、クックが初上陸した。
1778年、プニが崩御し、甥のタポア1世が3島の支配者となった。
彼はライアテア島に首都を移した。
1812年、タポア1世が崩御した。
1820年、ロンドン伝道会が上陸した。

ボラボラ王国国旗(1837～1842年)

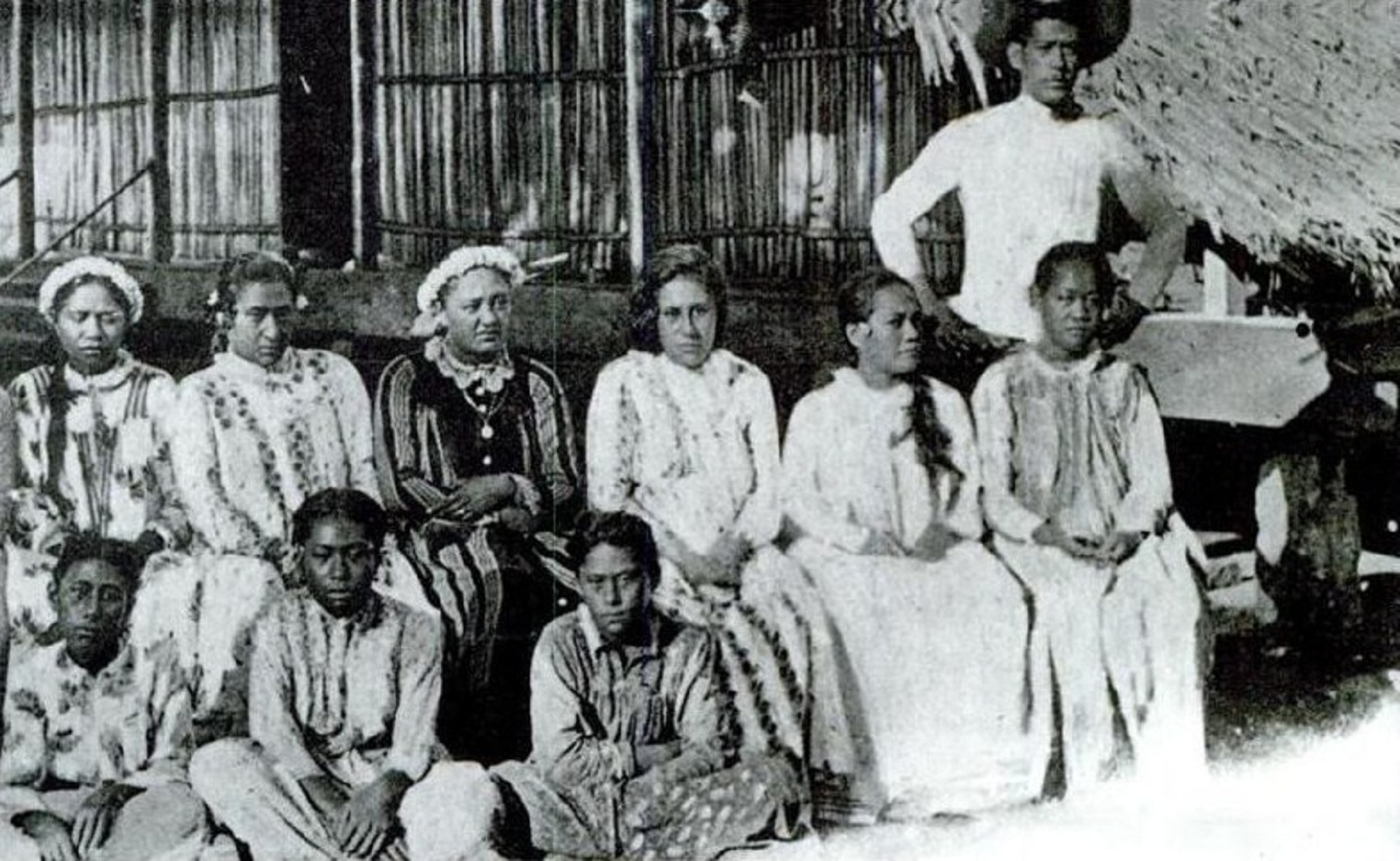
テリーマエヴァルア3世と従者達(1899年頃)

19世紀前半にボラボラ島を統一したボラボラ王国が成立した。
1847年、Jarnac会議の結果、フランス7月王政とイギリス帝国がボラボラ王国を承認した。
同様に独立していたソシエテ諸島の国には、タヒチ王国やフアヒネ島、ライアテア島が有った。
これらの国は全て同じタヒチ語と文化を共有し、王族は結婚を通して血縁で結ばれていた。
ボラボラ王国は本島の他にツパイ島やマウピティ島、マウピハア島、モツ・オネ島、マヌアエ島を支配していた。
1888年、ボラボラ王国はフランスに併合され、植民地となった。
1890年、ロンドン伝道会がプロテスタント教会を建設した。
1895年、最後の女王のテリーマエヴァルア3世が退位させられた。
第二次世界大戦では、アメリカ合衆国がボラボラ島を南太平洋地区の要衝とした。
9隻の軍艦と2万tの備蓄、7000人の兵士が置かれたこの島は、Bobcat作戦の中心となった。
幸運な事に、この島では一度も戦闘が起きなかった。
1946年6月2日、ボラボラ要塞は正式に閉鎖された。
1960年にタヒチのパペーテにファアア国際空港が開設するまでは、アメリカ軍が残したボラボラ空港が、大型機が利用出来ないながらもフランス領ポリネシア唯一の国際空港だった。

## 島内風景

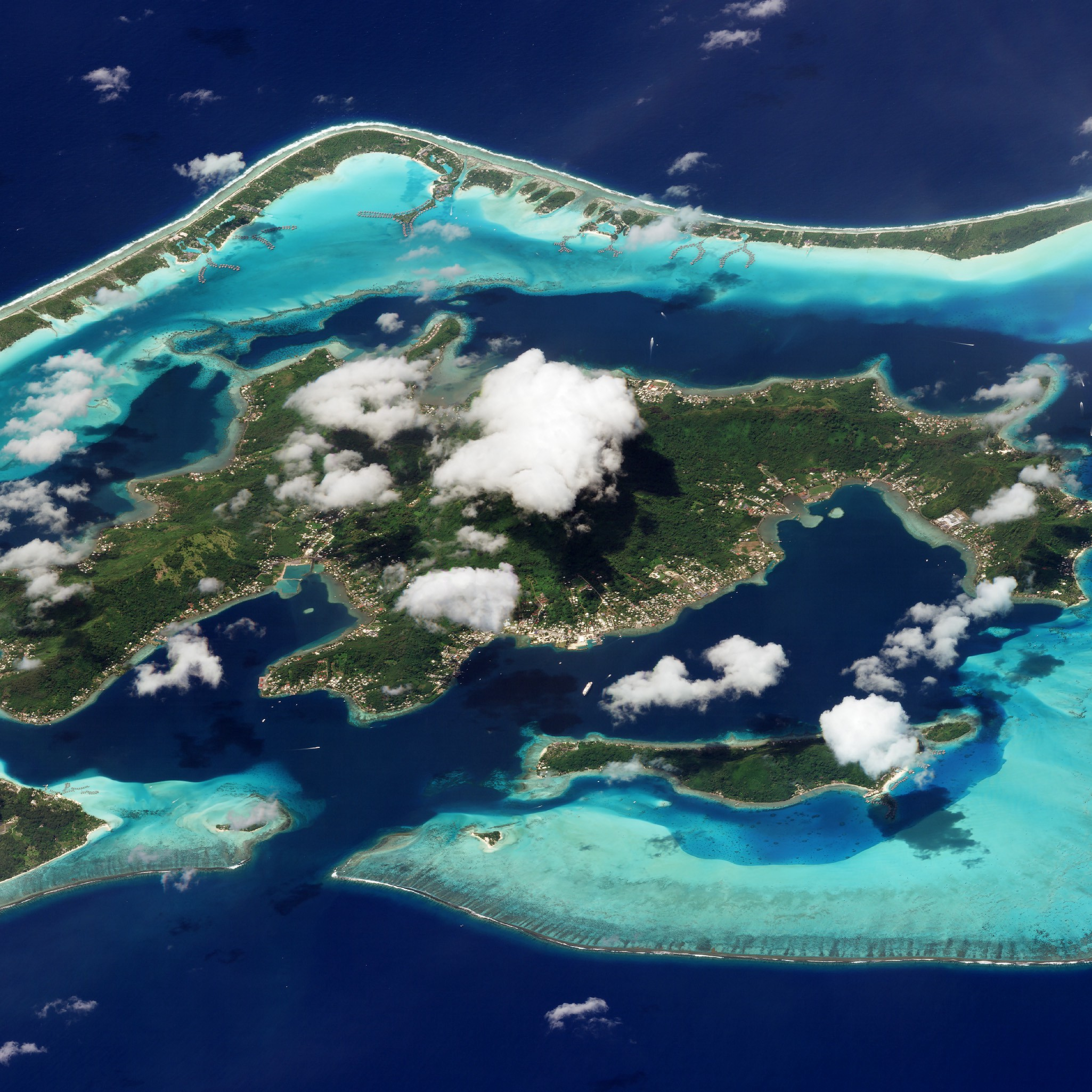
ボラボラ島、環礁
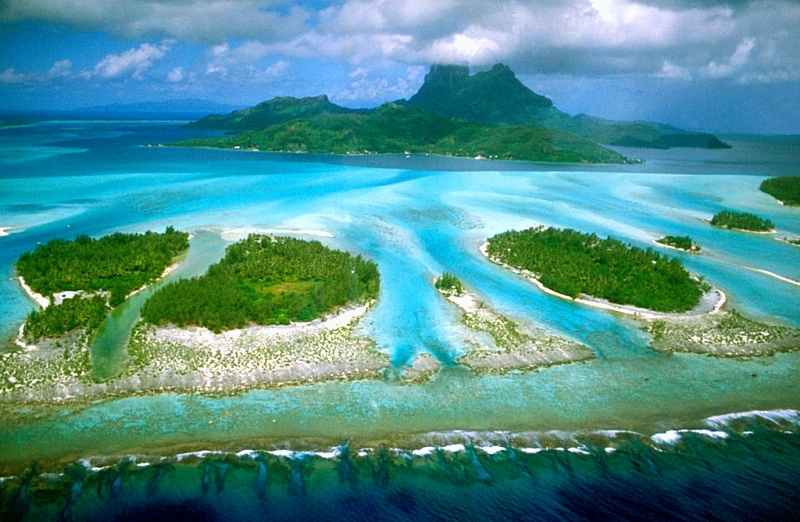
北北西から
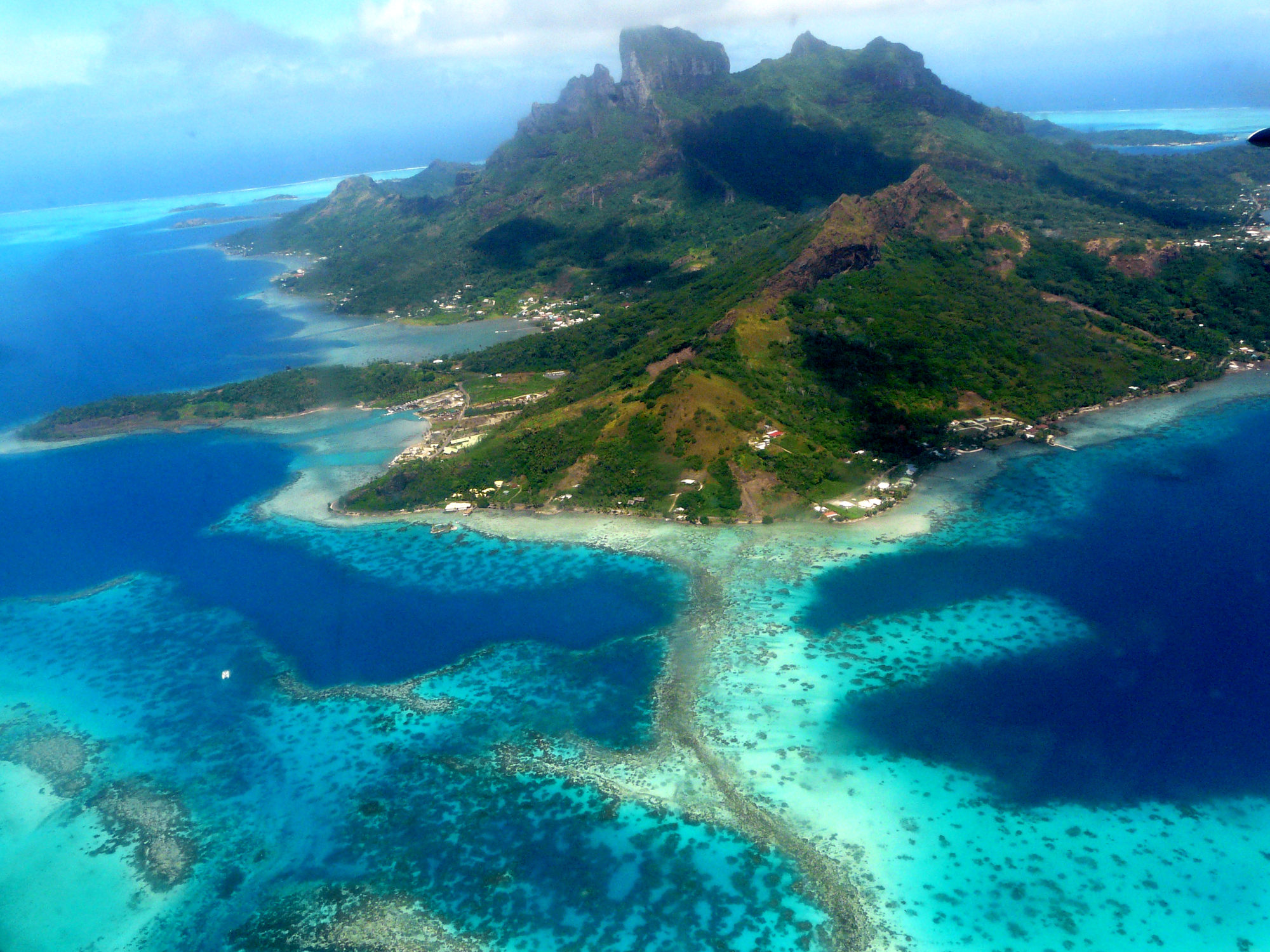
北東から
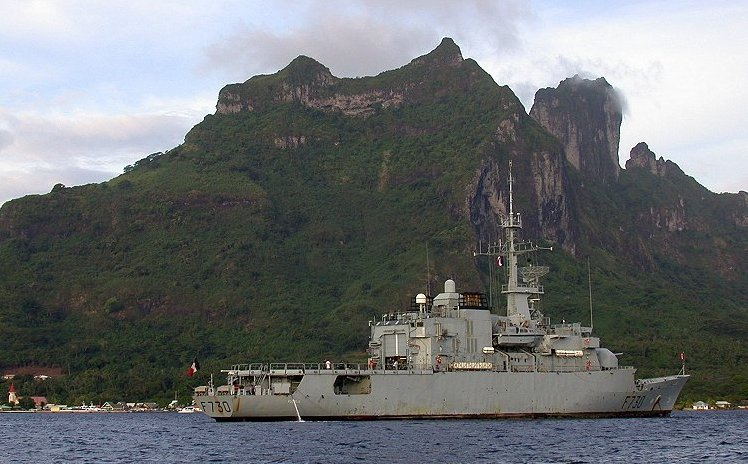
フランス海軍
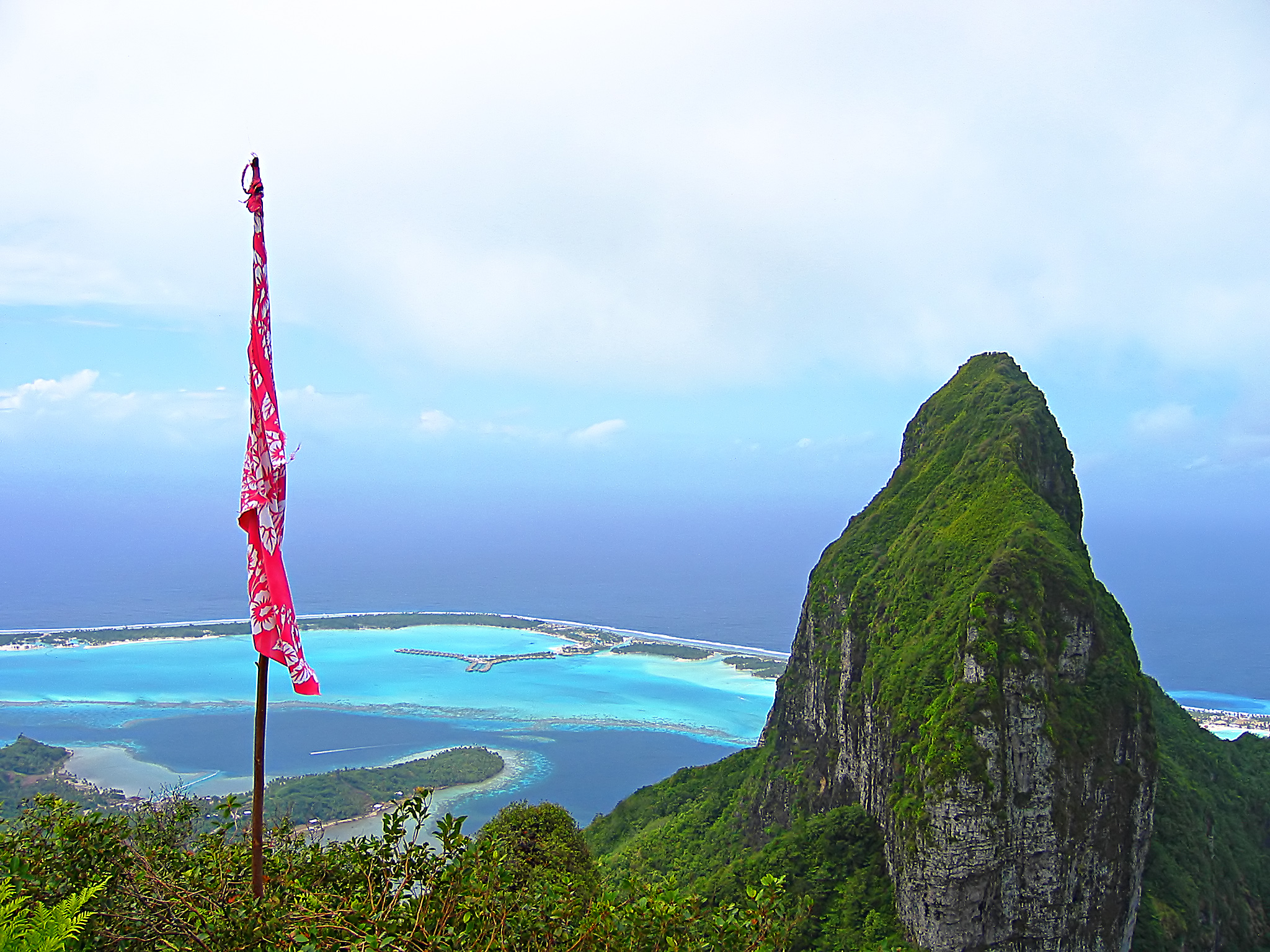
パヒア山
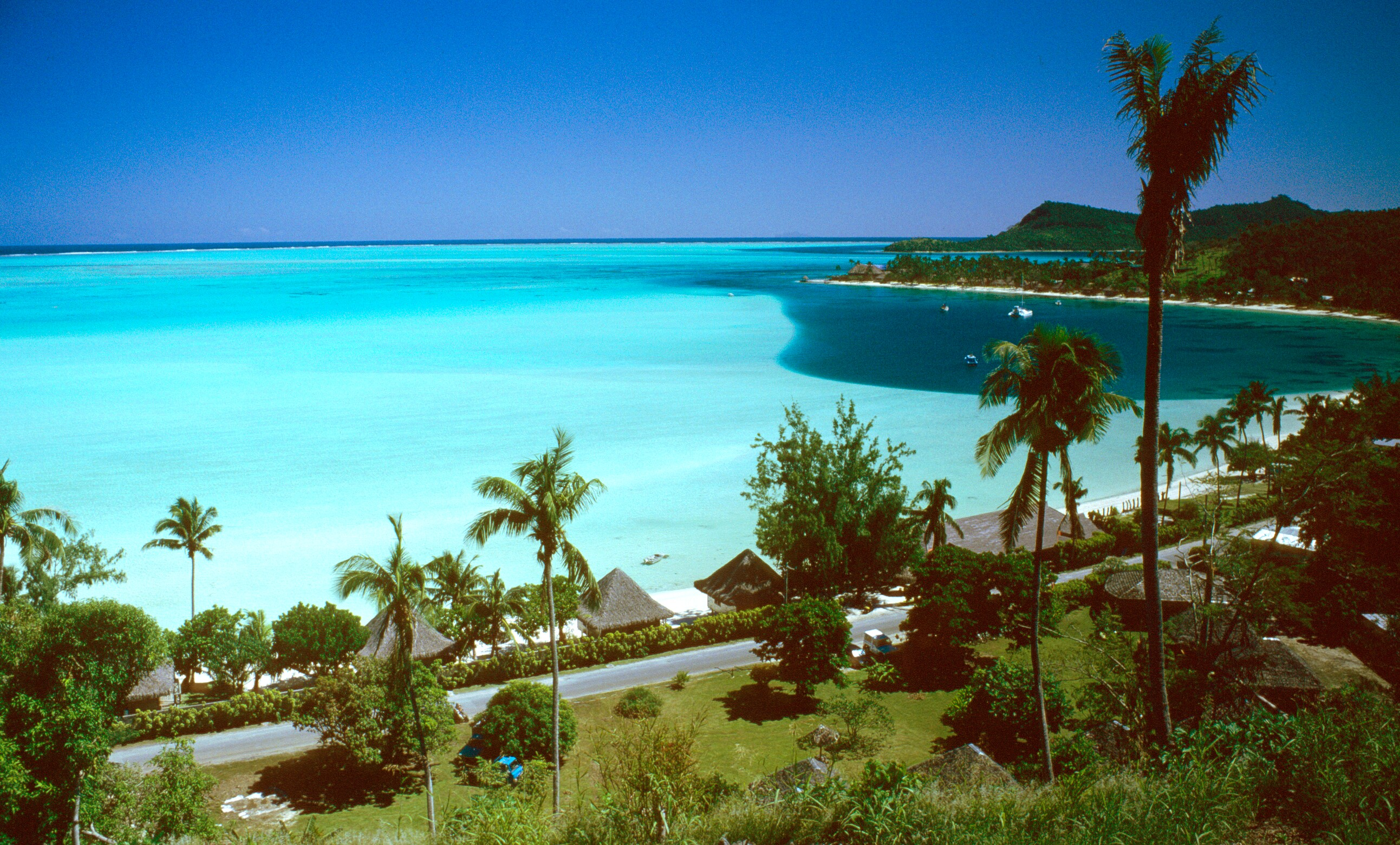
Matira Beach
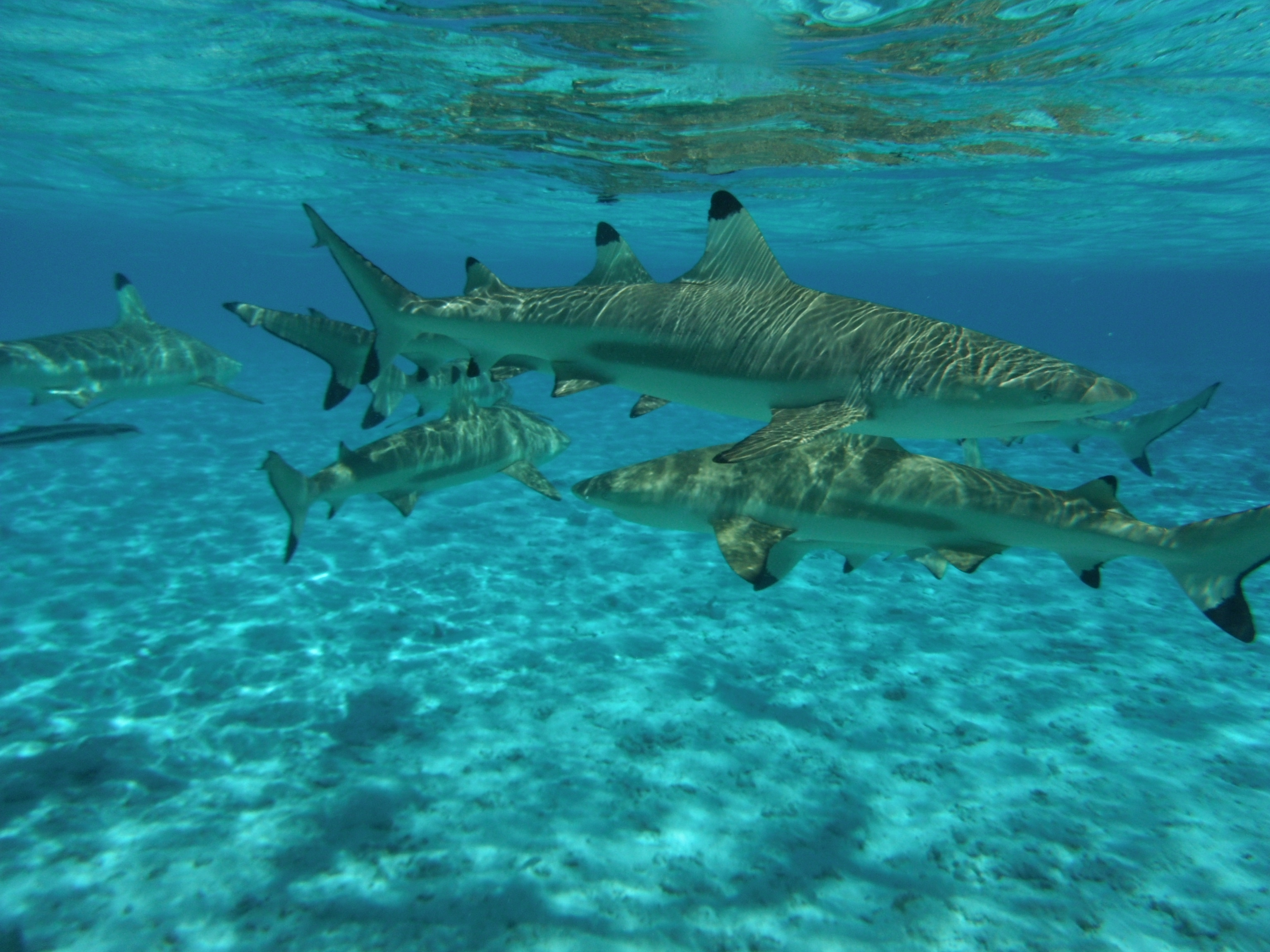
透明度の高い海水
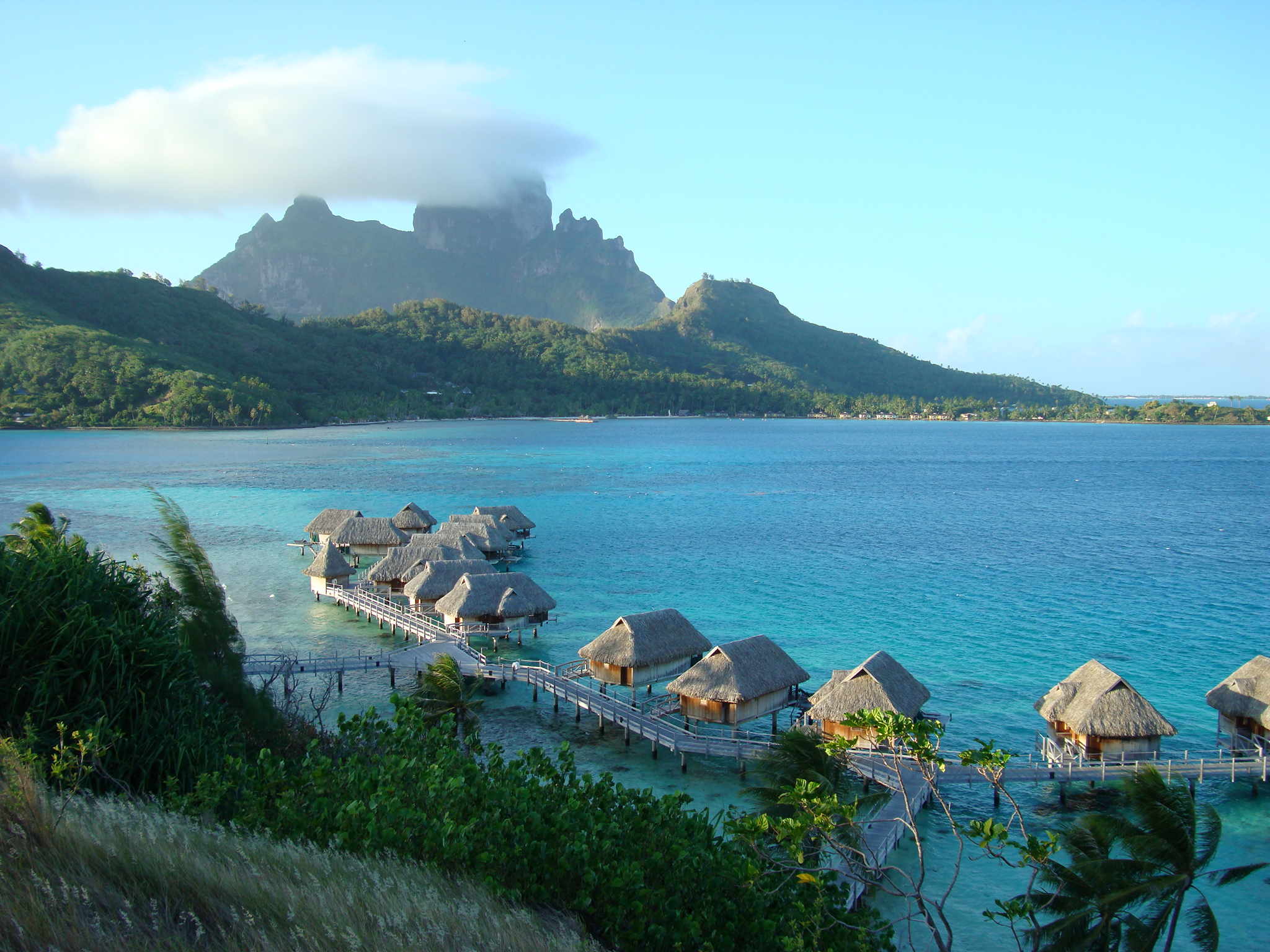
Sofitel Motu、水上バンガロー
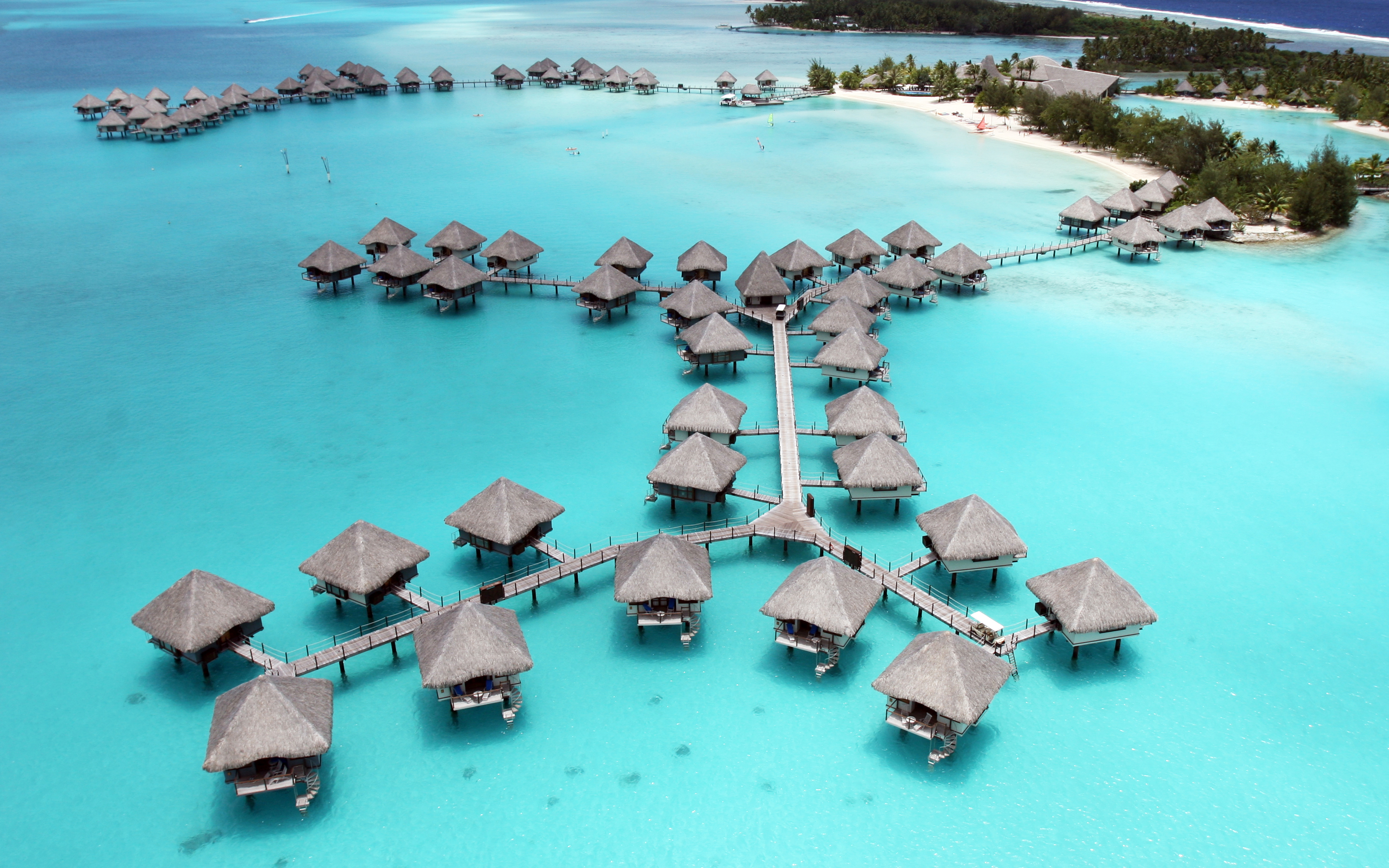
水上バンガロー
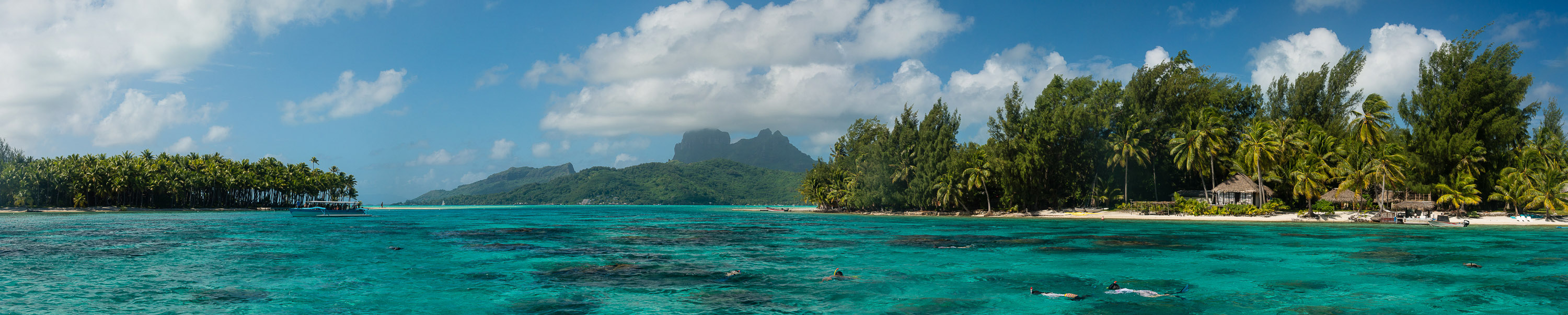
ボラボラ島パノラマ